# 테이 시
테이 시(Tei Shi, 1989년 10월 4일 ~ )는 아르헨티나의 싱어송라이터이다.

## 음반 목록

### 정규 앨범
- Crawl Space (2017)

### EP
- Saudade (2013)
- Verde (2015)